# Carl Barât
Carl Ashley Raphael Barât (født 6. juni 1978) er en engelsk rockmusiker. Han er forsanger og guitarist i det engelske band Dirty Pretty Things, og var tidligere en af de to frontfigurer og stiftere i det engelsk band The Libertines med Pete Doherty som det andet medlem, indtil gruppen blev opløst i 2004. 
I 2004 brød Carl Barât og resten af The Libertines med Pete Doherty primært på grund af Dohertys stigende narkotikaproblemer, samt større og større afstand mellem ham og Barât. I efteråret 2005 annoncerede Barât at han, bl.a. sammen med nogle tidligere medlemmer af The Libertines, stiftede bandet Dirty Pretty Things. I 2008 gik Dirty Pretty Things fra hinanden efter 3 år på banen. I sommeren 2009 begyndte der rygter om, at Pete Doherty ville genforene The Libertines i 2010, hvilket blev en realitet, da bandet optrådte til Reading & Leeds Festival. Siden har Carl Barât udgivet et soloalbum og en selvbiografi. Ud over det arbejder Barât også med sit skuespil, og kan formentligt snart ses i nogle stykker i London. Første gang Barât rigtig fik prøvet kræfter med skuespil var i filmen Telstar fra 2008, hvori han spiller rockmusikeren Gene Vincent. 